# Ovabunda macrospiculata
Ovabunda macrospiculata är en korallart som först beskrevs av Gohar 1940.  Ovabunda macrospiculata ingår i släktet Ovabunda och familjen Xeniidae. Inga underarter finns listade i Catalogue of Life.